# Occitània sota el règim de Vichy
El 17 de juny del 1940 l'exèrcit francès es va rendir als alemanys, qui ocuparien França. Tanmateix, Occitània no fou ocupada directament pel Tercer Reich, i Bordeus fou durant un temps la seu del govern francès fugit de París. Després de l'Armistici de Compiègne, que establí les zones d'ocupació, tota Occitània llevat la costa gascona formà part del territori posat sota el govern titella del mariscal Philippe Pétain, anomenat Govern de Vichy perquè en va establir la seu a aquesta vila fronterera entre França i Occitània (Vichèi). Va rebre el suport i col·laboració tant del provençal Charles Maurras com del seu partit, Action Française, i l'alvernès Pierre Laval (1883-1945) en fou nomenat viceprimer ministre. Els occitanistes procatalans foren acusats de "vermells" (comunistes), i alguns foren empresonats. La més part del felibre oficial hi va col·laborar de bon grat, potser refiat de les paraules del mariscal a favor del "retorn a la regió", i des del 1940 també s'hi adheriren els occitanistes de Tolosa, i aprofitaren l'avinentesa per reclamar descentralització i ensenyament en occità. També van crear les Prefectures Regionals, conjunt de departaments amb àmplies competències en qüestió de proveïments, policia i propaganda, però controlats, això sí, per "addictes" al nou règim.

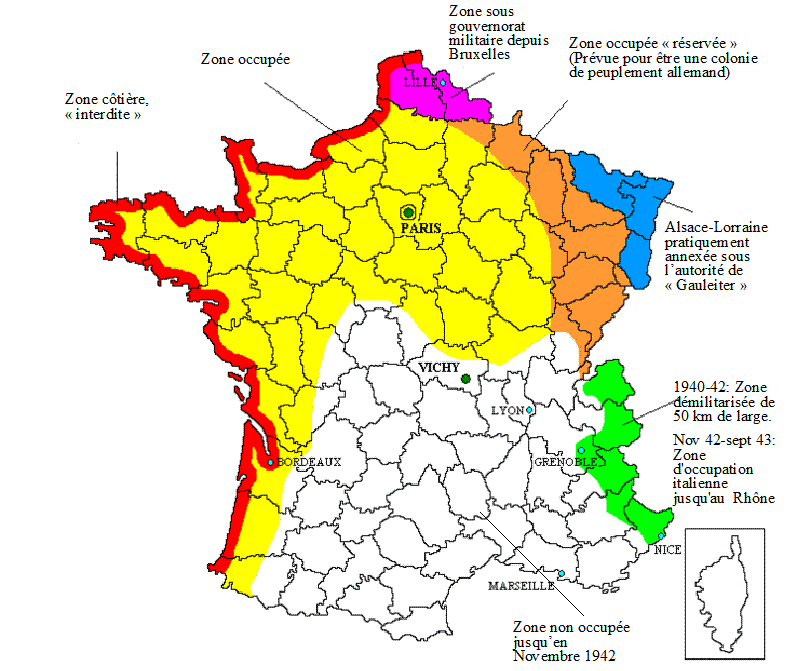
Mapa de la divisió francesa durant l'ocupació

Alhora, el 1940 nomenarien al bordelès Pèire-Loïs Berthaud (1899-1956) cap de premsa del Ministeri d'Informació, on hi va crear un centre permanent de defensa de la llengua d'oc, així com una oficina de premsa occitana, que tanmateix no arribaria a funcionar. Des d'ací ajudaria als catalanistes exiliats com Pompeu Fabra, i col·laboraria amb els occitanistes resistents Carles Camprós i Ismael Girard fins que fou enviat al camp de Dachau el 1944.
Pel que fa a les publicacions en occità, poc abans de començar la guerra es van tancar les revistes felibres Lo Gai Saber, Lo Bornat, Reclams de Biarn e Gascougne, Era Bouts dera Muntanho, Calendau, Trencavel, Marsyas i La Pignato al·legant censura i manca de paper, cosa que provocarà la dispersió tant dels autors com dels lectors. Però un cop ocupat el país, intentaren publicar de nou. Ja el gener del 1940 P.L. Berthaud, animador d'Amics de la Lenga d'Oc havia rellençat Oc (tancada des del 1934) a París; entre maig i juny el felibre Josèp Loubet fa el mateix amb Gazeto Loubetenco; el gener del 1941 A.J. Boussac del SEO llença La Terra d'Oc; a Ais, Màrius Jouveau i el seu fill Renié treuen Fe.
De totes aquestes, però, la que va tenir més continuïtat fou La Terra d'Oc, que es va publicar des de gener del 1940 fins a agost del 1945. Sorgí de la unió de les revistes Occitània, òrgan de la joventut occitanista dirigit per Carles Pelissièr, "Clardeluno", E. Vieu i E. Barthe, i de Lo Ligam d'Albigés. El redactor en fou Andrieu Jacme Boussac i l'administració va anar a càrrec d'Ernèst Vieu, autor de teatre i director artístic de La Tropa Teatrale dels Cigalous Narbouneses, i Laurenç Malaterre, a Tolosa; l'impressor en fou el català Josep Castellví, mort el 1942. Es va dedicar a publicar sorbe activitats culturals i lingüístiques occitanes, i en ella cadascú podia desenvolupar llurs pròpies opinions polítiques aprofitant el cert regionalisme de Pétain. Hi col·laborarien els aleshores joves poetes Pèire Roqueta, Ismael Girard o Loís Alibèrt, i mercè la revista es publicaren els llibres Fanga e fum de Leon Còrdas "Clardeluno", Un amor de poèta de Marcèl Carrière, Lo cat de la coa corta de Boussac i La font de Berdilha de Josèp Maffre.
Pel setembre del 1940 Pétain, anomenat pels felibres lo marescau, va fer el famós missatge al Comitat Mistralenc de Malhana, on fa lloança a Mistral i al felibrisme pel seu regionalisme. Això ho aprofita Boussac, nomenat majoral felibre a la mort d'Emili Barthe el 12 de maig del 1940, per assumir també la direcció del SEO i unificar les dues organitzacions. Pel febrer del 1941 hi dedica un número als projectes i iniciatives per unificar felibres i occitanistes. Girard proposà la creació a cada departament de comissions d'acció i propaganda regionalista, i per la tardor es fan seccions de la revista: Terra Catalana, dirigida per Alfons Mias, Josep Sebastià Pons, E. Caseponde i Enric Guiter; Terra Provençala, per A. Conio, Pèire Roqueta i Jòrdi Rèbol; Terra Gascona, per Ismael Girard; Terra Lemosina, per Joan Mozat; Terra Alvernesa, per Boussac, Camprós i Pèire Azema.
El 1942 aconseguiren celebrar, sota patrocini de Girard, el Cinquantè Aniversari de la Declaració Federalista del 1892, però a finals del 1942 el projecte hagué de retallar les mires degut a l'ocupació alemanya de tot el territori occità, la manca de paper i les dificultats econòmiques, tot i que es va poder treure la col·lecció de poesia Messatges, que donaria a conèixer els membres de la futura Generació del 1945 (R. Lafont, B. Manciet, D. Saurat, P. Lagarda), més compromesos i occitanistes. Alhora, el govern de Vichy va instaurar el Service de Travail Obligatoire (STO), qui enviaria nombrosos occitans a fer treballs forçats a Alemanya, entre ells el futur escriptor Joan Bodon.
Des del 1943 s'incorporaria a la revista el jove Robèrt Lafont i el grup Novèl Lemosin de Joan Mozat, Ramon Buche i Antòni Dubernard. Lafont dirigirà la pàgina Occitània, que pretenia ser un òrgan de la joventut occitanista. Alhora, s'organitzarà clandestinament una Federació de la Joventut Occitana amb diferents nuclis a Clarmont d'Alvèrnia (amb Clarence Lelong), Briva (J. Segonds), Sant-Romieg (Marcèl Bonnet), Roèrgue (Rudelles), Castelnòu-d'Ari (A. Peyre) i el suport individual de Pèire Lagarda i Fèlis Castanh, que criden a superar el felibrisme i en critiquen la grafia. Així, el febrer del 1943, la publicació Oc s'independitzarà com a òrgan del SEO, del qual el futur IEO en copiarà la divisa La fe sens òbras, mòrta es, i hi marxaran tots els joves. Boussac, aleshores, dimití del SEO i es quedà sol. L'octubre del 1943 publicarien La Relha, òrgan de les joventuts camperoles, per Loïs Soubiès, enginyer agrícola de Purpan, però sota el guiatge i secció de La Terra d'Oc.
El 1943 també es formaria la revista francesa Cahiers du Sud, que contribuiria a fer conèixer el fet occità entre l'esquerra francesa (mercè les col·laboracions de Simone Weil, Tristan Tzara, Louis Aragon i d'altres, refugiats al Sud) amb el treball de Renat Nelli i Joë Bousquet Le génie d'oc et l'homme mediterranéen, on apareixen els temes occitans de la postguerra: necessitat de la desprovincialització de la llengua i cultura occitanes, interès pels trobadors i el catarisme, simpatia per la cultura catalana i crítica al passat mistralià.
En acabar la guerra, els col·laboracionistes foren jutjats. Laval fou condemnat a mort i executat; Maurràs també fou condemnat a mort, però fou indultat i tancat a la presó. Molts felibres foren empresonats pels mateix motiu, i a la llarga, el moviment quedà desprestigiat. Tot i així, la persecució al moviment occità no arribà al grau de paroxisme que va prendre contra el moviment bretó, i en menor mesura, contra corsos i alsacians.